# Terremoto de Lombok de julio de 2018
El terremoto de julio de 2018 en Lombok ocurrió en la isla de Lombok en la mañana del 29 de julio de 2018 con una magnitud 6,4 y a una profundidad de 6.4 km. El epicentro se ubicó en el distrito de Sembalun, al este de la regencia de Lombok. Se informó un daño generalizado en el área. Las autoridades confirmaron que 20 personas murieron en el terremoto mientras que cientos de personas resultaron heridas.

## Terremoto
El terremoto ocurrió el domingo a las 06:47 hora local, a una profundidad de 6.4 km. Los residentes informaron temblores severos cerca del epicentro, y se informó que varias estructuras colapsaron. Docenas de casas fueron destruidas y se reportaron daños generalizados. La sacudida duró alrededor de 10-20 segundos. Fue considerado por los residentes locales como el terremoto más fuerte que haya golpeado a Lombok. El terremoto se sintió tan lejos que llegó hasta Denpasar y Bali. Varios residentes y turistas informaron de temblores fuertes en Bali. En la regencia de Karangasem, un templo se derrumbó y una corte local fue dañada significativamente.
En Selong, la capital de la regencia este de Lombok, docenas de pacientes fueron evacuados por los médicos del hospital regional de Soedjono, en Sembalun, sufrió daños considerables en un centro de salud comunitario. Se informaron de derrumbes en la montaña de Rinjani, un popular sitio turístico en Lombok. Las autoridades confirmaron que un excursionista malasio murió en un deslizamiento de tierra. La Junta Nacional de Administración de Desastres de Indonesia confirmó que 10 personas murieron y 40 personas resultaron heridas. Las autoridades temían que muchos excursionistas podrían haber muerto en el monte Rinjani, ya que el deslizamiento de tierra golpeó la parte norte de la montaña, donde se encontraban las rutas populares para los excursionistas. Más tarde confirmaron que 826 excursionistas estaban atrapados en la montaña y estaban esperando ser rescatados.
El gobierno confirmó que 18 malayos se vieron afectados por el terremoto.
Las réplicas moderadas, que van de 5.0 a 5.5, fueron registradas por la Agencia de Meteorología, Climatología y Geofísica de Indonesia. La réplica más grande, se registró a las 10:16 hora local, tenía una magnitud de 5.7 Mw. Las autoridades confirmaron que se registraron 115 réplicas.